# Datong (köpinghuvudort i Kina, Zhejiang Sheng, lat 29,31, long 119,11)
Datong (kinesiska: 大同镇) är en köpinghuvudort i Kina. Den ligger i provinsen Zhejiang, i den östra delen av landet, omkring 150 kilometer sydväst om provinshuvudstaden Hangzhou. Antalet invånare är 36 783. Befolkningen består av 18 406 kvinnor och 18 377 män. Barn under 15 år utgör 15,0 %, vuxna 15-64 år 66 %, och äldre över 65 år 17,0 %.
Runt Datong är det tätbefolkat, med 397 invånare per kvadratkilometer. Närmaste större samhälle är Shouchang, 12,1 km nordost om Datong. I omgivningarna runt Datong växer i huvudsak blandskog.
Genomsnittlig årsnederbörd är 2 198 millimeter. Den regnigaste månaden är juni, med i genomsnitt 453 mm nederbörd, och den torraste är oktober, med 69 mm nederbörd.